# Empire hunnique
 (novembre 2011).
Si vous disposez d'ouvrages ou d'articles de référence ou si vous connaissez des sites web de qualité traitant du thème abordé ici, merci de compléter l'article en donnant les références utiles à sa vérifiabilité et en les liant à la section « Notes et références ».
370 – 484
Entités suivantes :
- Royaume gépide

L’expression Empire hunnique adoptée par l’historiographie contemporaine désigne un système de domination du type « empire des steppes » construit autour du peuple des Huns, d’abord en Asie centrale, puis en Europe à partir de 375.
L’empire hunnique atteint son apogée dans les années 430 et 440, sous le règne de son chef le plus connu, Attila : solidement établi aux frontières de l'Empire romain d'Orient et de l'Empire romain d'Occident, non loin de la province romaine de Pannonie, il impose à l'empereur d'Orient le versement d'un tribut annuel considérable (traité de Margus, 435).
Mais ses offensives en Gaule en 451, puis en Italie en 452, sont des échecs. La mort inattendue d'Attila en 453 entraîne l’effondrement très rapide de la domination hunnique en Europe. 
Vers cette époque, un groupe de Huns restés en Asie, les Huns Blancs, sortent des steppes de Dzoungarie et s'emparent des régions situées entre la Perse et l'Inde, établissant même un royaume en Inde du Nord (capitale Sagala).
Les titres portés par Attila étaient « khan » ou « grand khan » (khagan, terme mongol que Grégoire de Tours au VIe siècle transcrit en latin sous la forme gaganus).

## Histoire

### Origine des Huns

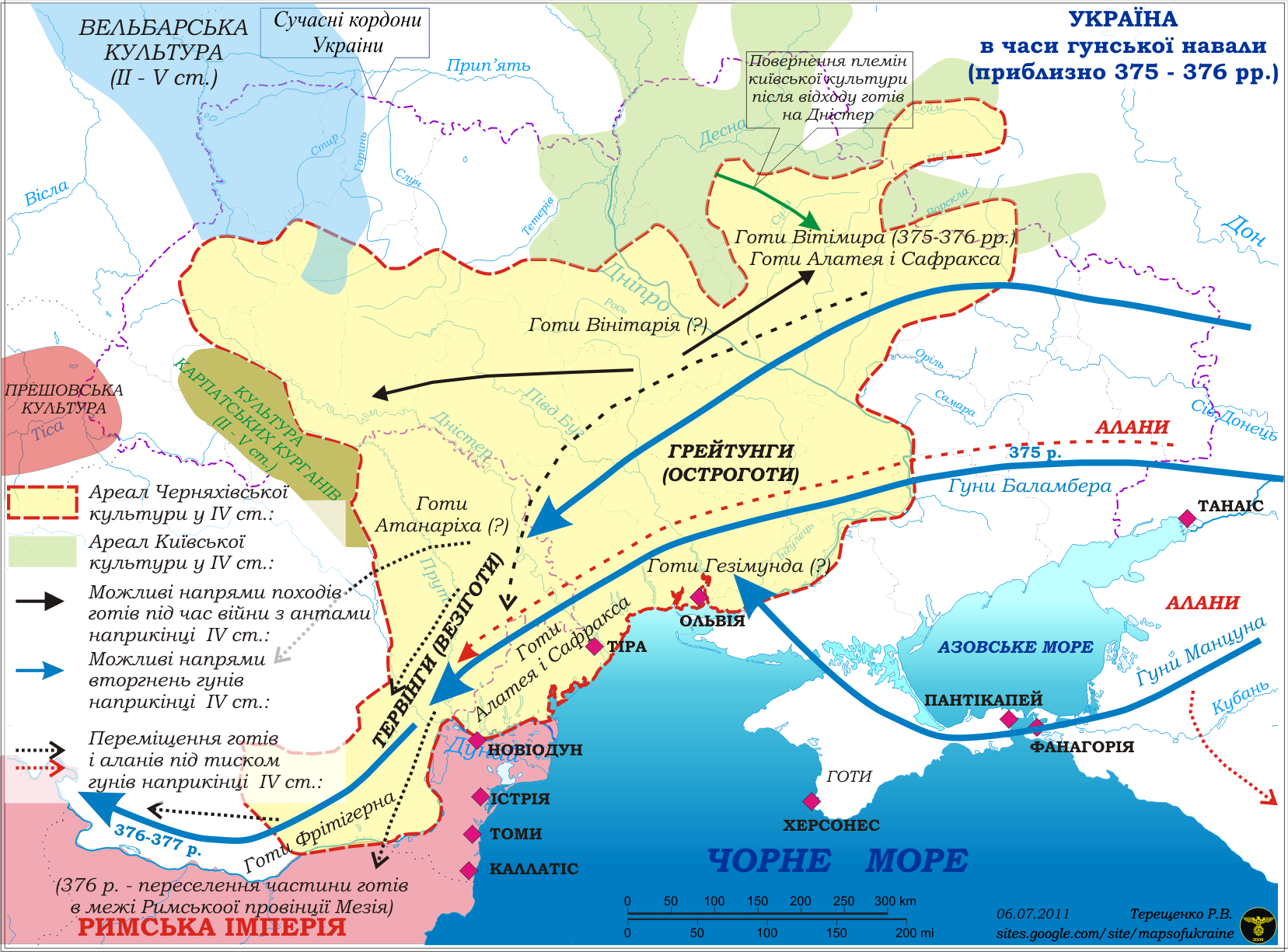
Avancée des Huns en Europe de l'Est (flèches bleues) culbutant les royaumes des Ostrogoths et Wisigoths (en jaune) au IVe s.

Les Huns proprement dits sont un peuple turco-mongol originaire des steppes de l'Asie centrale, où les chroniques chinoises décrivent un peuple nommé Xiongnu (ou Hsioung-nou). Ils sont mentionnés à l'occasion d'une guerre qui a lieu entre 73 et 91 de notre ère, la guerre des Huns.
Un important site archéologique comportant des objets attribués aux Huns a été découvert en 2016 à Altÿnkazgan au Kazakhstan, à l'est de la mer Caspienne. Il s'étend sur 120 hectares.

### Expansion en Asie (316-370)
C'est seulement au IVe siècle qu'ils se manifestent de nouveau.
- 316 : les Huns envahissent le nord de la Chine : c'est le début de l'Empire hunnique.
- 350 : ils envahissent la Perse et l’Inde.
- 352-354 : ils soumettent le peuple iranien des Alains, établi au nord du Caucase.
- 357 : les Alains rallient l’armée des Huns en Asie occidentale.

Lorsqu'ils arrivent dans les plaines situées à l'est de l'Europe, ils sont à la tête d'une confédération d'autres peuples des steppes d'origines diverses,.

### Arrivée en Europe et relations avec les Goths (années 370)
Vers 370, ils rencontrent les Alains entre la Volga et le Don[pas clair].
Ils rencontrent ensuite les Goths alors établis entre le Don et le Danube. Les Greuthunges du nord de la mer Noire, par la suite connus sous le nom d'Ostrogoths, alors dirigés par Ermanaric, s'intègrent à leur tour dans la confédération hunnique.
En revanche, les Tervinges du nord du Danube, refusent l'alliance. Une partie d'entre eux suit le roi chrétien arien Fritigern et entre dans l'Empire romain d'Orient en 376. Ils sont rejoints par un certain nombre de Greuthungues dirigés par Alatheus et Safrac. Ce groupe de Goths est dès lors connu sous le nom de Wisigoths : après avoir vaincu une armée romaine à Andrinople (378), ils sont installés en Mésie par Théodose (traité de 382). Les Thervingues d'Athanaric, restés fidèles à la mythologie germanique, se réfugient en Dacie, mais au début des années 380, Athanaric se rallie à son tour à l'Empire romain (il meurt à Constantinople vers 381).
Les Goths intégrés à l'armée d'Attila adoptent dans les années qui suivent leur mode de vie et même la modification crânienne qui leur est caractéristique, pratiquée sur les crânes des nourrissons.
D'autres peuples germaniques intègrent la confédération hunnique : les Gépides, les Hérules, les Ruges, les Skires et les Bastarnes, tandis que les Daces Carpes, de souche thrace (et qui ont laissé leur nom aux Carpates) préfèrent se réfugier dans l'Empire romain d'Orient, dans les Balkans.

### Installation en Europe centrale

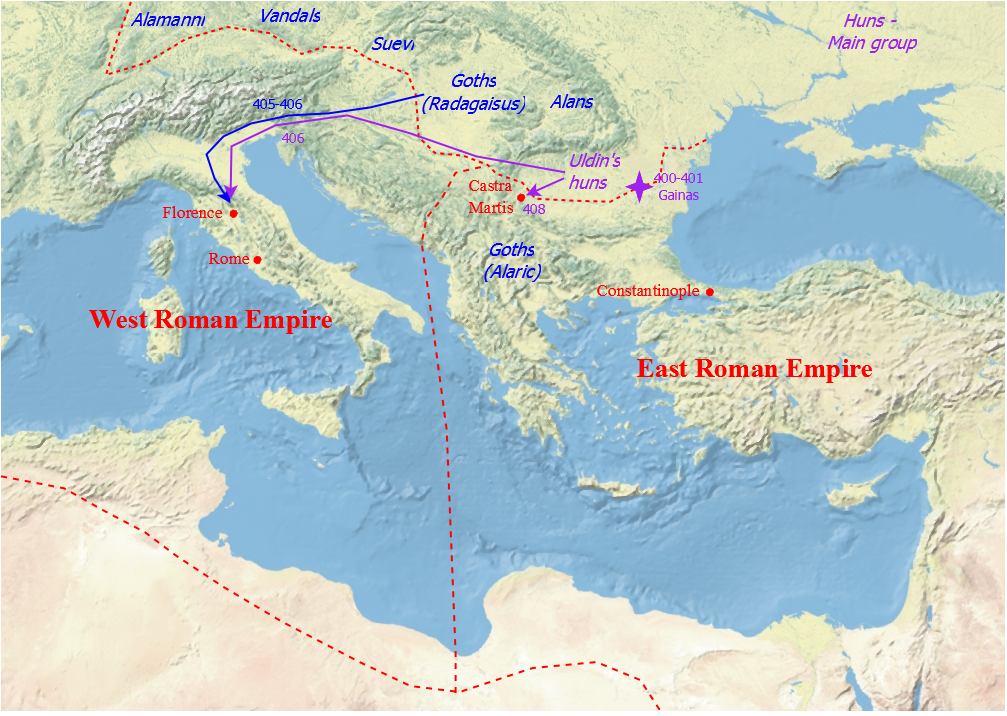
Situation vers 400-406, à l'époque d'Uldin.

À la fin du IVe siècle et dans la première moitié du Ve siècle, les Huns poursuivent leur avance vers l'ouest et parviennent en Europe centrale. L'armée hunnique s'installe à l'ouest des Carpates dans la plaine des Agathyrses, aux portes de la Pannonie romaine (bassin du moyen-Danube, actuelle Hongrie), plaine qui présente un caractère steppique comme les plaines de la Volga et du Don.
Ils mettent en mouvement d'autres peuples germaniques, ce qui est peut-être une des causes de l'invasion de 407 par les Vandales, les Suèves et les Burgondes. Au début de 407, la défense romaine à Mayence est submergée et la Gaule est envahie. Vers 411, les Burgondes sont installés comme fédérés dans la région de Worms ; les Suèves quittent la Gaule et gagnent la Gallaecia en Espagne ; les Vandales envahissent aussi l'Espagne, avant de conquérir l'Afrique romaine en 429.
En 405, un groupe d'Ostrogoths, dirigé par Radagaise, issu de la confédération hunnique, envahit l'Italie, mais est vaincu par Stilicon à Florence.
Les Huns sont alors une menace pour les deux Empires romains, mais leurs dirigeants s'efforcent d'éviter la confrontation. Ils acceptent de payer ce que les Huns considèrent comme un tribut et les Romains des subsides à des alliés. Des otages sont échangés : on peut citer l'exemple d'Aetius, qui séjourne un long moment à la cour hunnique au début du Ve siècle. Les Romains recrutent des soldats parmi les hunniques volontaires qui sont incorporés dans l'armée romaine. Malgré tout, il y a aussi des périodes de tension.

### Institutions
Les Huns sont dirigés par des chefs que les Romains appellent « rois » (reges), mais qui portaient le titre de khan (khan), voire de grand khan (khagan) : parlant d'Attila, Grégoire de Tours, qui écrit au VIe siècle, utilise en latin le mot gaganus, que dans sa traduction en français au XIXe siècle, François Guizot a rendu par le mot chagan : « Le roi des Huns fit aussi beaucoup de présents au roi Sigebert ; on l’appelait le Chagan, ce qui est le nom de tous les rois de cette nation ».
De nature nomade, la domination des Huns, qui s'exerce sur des peuples nomades, ne peut pas être décrite en termes de limites géographiques précises, d'autant plus que les informations disponibles sont peu abondantes.
Il n'y a pas de capitale fixe : la réception des ambassades a lieu sous la tente du roi, qui fait office de palais au milieu du vaste campement de la horde.
L'armée est une coalition associant aux Huns des Alains et des Germains parmi lesquels les Gépides, Hérules, Ruges, Skires, Thuringiens, Suèves, Burgondes orientaux, Alamans et Francs ripuaires, qui conservent leurs propres chefs, identités et cohésions, reconnaissant simplement le clan royal comme l'élite dirigeante.

### L'Empire hunnique en Europe

#### Avant le règne d'Attila
Dans les années 410-420, les Huns sont dirigés conjointement par deux rois, Octar, qui meurt vers 430, et Ruga, mort en 434. Leur frère, Moundzouk, père d'Attila, a peut-être été roi avant eux.
C'est vers cette époque que le Romain Aetius passe plusieurs années dans le camp royal, en tant qu'otage romain chez les Huns. Il connait donc très bien les princes hunniques que sont Bleda et Attila.

#### Règne de Bleda et Attila (434-445)

Extension maximale de l'emprise hunnique en Europe vers 450.

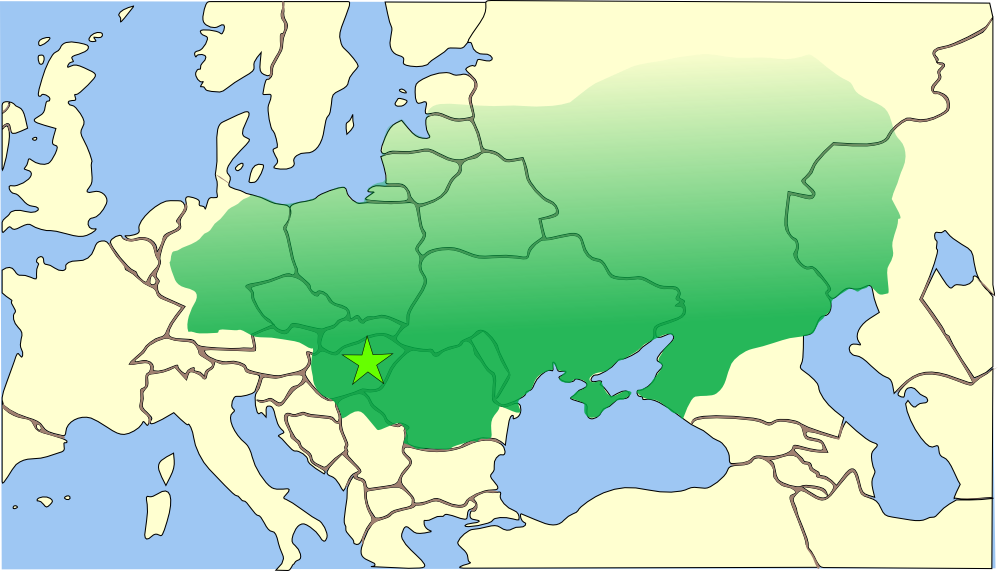
Autre figuration de l'expansion hunnique maximale, vers 451.

À la mort de Ruga, le pouvoir échoit à ses neveux, fils de Moundzouk, Bleda et Attila. Très rapidement, ils obtiennent de l'empereur d'Orient Théodose II un nouveau traité, le traité de Margus, qui établit de bonnes relations entre les Huns et les Romains, moyennant le versement d'un tribut important.
En 441, le traité est rompu par les Huns, sans doute en conséquence du transfert de troupes romaines du Danube vers d'autres fronts (notamment contre les Vandales en Afrique). S'ensuivent trois ans de pillage dans les villes au sud du Danube, jusqu'à ce que l'empereur ramène des légions dans la région. Les Huns évacuent alors sans résister, en emportant leur butin.
Bleda meurt à une date non connue précisément, vers 445. Selon nombre de chroniqueurs, il aurait été assassiné sur l'ordre de ou par Attila.

#### Règne d'Attila (445-453)
La confédération hunnique atteint sa plus grande puissance sous Attila, sans cependant jamais contrôler l'ensemble de la Germanie.
En 450, la mort de Théodose II entraine un revirement politique à Constantinople : le nouvel empereur, Marcien, est hostile au paiement du tribut annuel et prêt à mener la guerre contre les Huns. Attila se tourne alors vers l'Occident, se posant en prétendant à la main de la sœur de l'empereur Valentinien III, Honoria (et exigeant une dot importante). Attila sait très bien que l'Empire d'Occident est dans une situation moins solide que l'Empire d'Orient.
À cette date, en effet, plusieurs royaumes germaniques sont établis dans l'Empire d'Occident, dont certains avec un statut théorique de fédéré : 
- royaume wisigoth de Toulouse (depuis 418), fédéré de l'Empire ;
- royaume des Burgondes, autour de Genève et Lyon (depuis 440 environ) ;
- royaume des Francs saliens, entre le Rhin et l'Escaut, fédéré de l'Empire ;
- royaume des Suèves dans l'ouest de l'Hispanie ;
- royaume des Vandales en Afrique du Nord, où ils prennent Carthage en 439.

Les Romains ne contrôlent donc plus que l'Italie et une partie de la Gaule (notamment ce qu'on appelle le domaine romain, situé entre la Loire et la Somme, entre les royaumes wisigoth et franc) et de l'Hispanie. Attila est en relation avec le roi des Vandales, Genséric, et essaie de faire de même avec le roi des Wisigoths, Théodoric Ier . Mais sur ce dernier point, il commet une erreur : Théodoric va respecter les termes du traité de fédération et combattre aux côtés d'Aetius.
L'offensive d'Attila, avec qui Valentinien a refusé toute négociation, a lieu en 451 dans le nord de la Gaule, par la vallée de la Moselle. Il prend Metz, atteint Paris (légende de sainte Geneviève), puis met le siège devant Orléans, à la limite du royaume wisigoth. Mais Aetius réussit à rassembler des forces suffisantes, avec l'appui de Théodoric. Attila lève le siège d'Orléans et se replie, mais est rejoint dans la région de Troyes et vaincu (bataille des champs Catalauniques). Les Wisigoths, dont le roi est tué durant la bataille, se retirent, ce qui permet à Attila d'échapper à une défaite beaucoup plus grave (Aetius sera d'ailleurs accusé d'avoir laissé fuir son ancien ami).
En 452, Attila attaque de nouveau, mais en Italie, prenant plusieurs villes du nord (Padoue, Vérone, Milan). Mais, alors qu'il approche de Ravenne, résidence impériale d'Occident, il subit une attaque lancée par Marcien en Pannonie, tandis qu'en Italie son armée est en proie à une épidémie. Il se replie donc après avoir reçu des ambassadeurs de Valentinien.
Ses forces ne sont pas vraiment affaiblies, même s'il a subi deux échecs. Mais, au début de 453, il meurt de façon inopinée : cela va mettre fin à la menace hunnique en Europe.

#### Fin de l'Empire hunnique en Europe
Les guerres successorales après la mort d'Attila disloquent la confédération hunnique, que les peuples germaniques quittent, non sans combats parfois, en particulier dans le cas des Gépides et des Ostrogoths. L'événement essentiel est la bataille de la Nedao (454), où les Gépides d'Ardaric et les Ostrogoths vainquent les fils d'Attila, Ellak, Ernakh et Dengizik, qui repartent alors vers l'Asie.

## Chronologie
Connus dès le Ier siècle en Chine, les Huns effectuent, du début du IVe siècle à la fin du Ve siècle une vaste migration amorcée en 316 par une invasion du nord de la Chine, qui s'achève en Europe en 455 mais se poursuit en Perse après 484.
- 73-91 : guerre des Huns (Xiongnu ou Hsioung-nou) en Chine.

### IVesiècle
- 316 : les Huns envahissent le nord de la Chine : début de l'« Empire hunnique ».
- 350 : les Huns envahissent la Perse et l’Inde.
- 352-354 : les Huns soumettent le peuple iranien des Alains, établi au nord du Caucase.
- 357 : les Alains rallient l’armée des Huns en Asie occidentale.
- 371 : l’empire des Ostrogoths est aux mains des Huns ; extension de la confédération hunnique en Europe.
- 375 : forte poussée des Huns qui défont les Ostrogoths de la steppe pontique, établis au nord de la mer Noire.
- 376 : les Wisigoths qui occupent une partie de la Dacie depuis 150 ans, demandent aux Romains sous la pression des Huns, l’autorisation de traverser le bas Danube. La permission est accordée.
- 378 : invasion de la Thrace par les Goths et d'autres peuples (dont les Taïfales et les Carpes) en révolte contre les vexations imposées par les fonctionnaires romains mais surtout en raison de la famine qui poussait aussi la confédération hunnique, famine elle-même due à une péjoration climatique dans toute l'Eurasie.
- 395 : naissance d’Attila, roi des Huns.
- 400 : capture et exécution du général goth Gaïnas par le chef hun Uldin.

### Relations avec l'Empire romain d'Orient (422-450)
- 422 : l’empereur Théodose II accepte de payer un tribut aux Huns en échange de la paix.
- 423 : 40 000 Huns sont incorporés comme mercenaires dans l’armée romaine.
- 430 : les Huns hephtalites, établis en Asie centrale, attaquent la Perse.
- 430 : l’Empire romain d'Orient paie un tribut annuel de 113 kg d’or aux Huns.
- 434 : début du règne d’Attila (fin en 453).
- 434 : Ruga transmet le pouvoir à ses deux neveux Attila et Bleda.
- 434 : les Huns doublent le tribut (226 kg d’or).
- 434 : les armées de Théodose II sont battues en Thrace.
- 435 : Traité de Margus.
- 436 : les Burgondes sont battus à Worms par des Huns mercenaires de l'Empire romain (origine de la légende des Nibelungen).
- 443 : en août, première paix d'Anatole[pas clair] avec l’Empire romain d'Orient.
- 445 : Attila devient le seul roi des Huns après la mort de Bleda (dont il est soupçonné d'être le responsable).
- 447 : les Huns conduits par Attila traversent le Danube et envahissent la Thrace.
- 447 : les Huns forcent les Romains à payer un lourd tribut (le triple du précédent).
- 447 : les Huns envahissent la Pannonie et la Mésie.

### Offensives d'Attila contre l'Empire d'Occident (451-452)

Itinéraire de l'invasion de la Gaule en 451 jusqu'à la bataille des Champs Catalauniques.

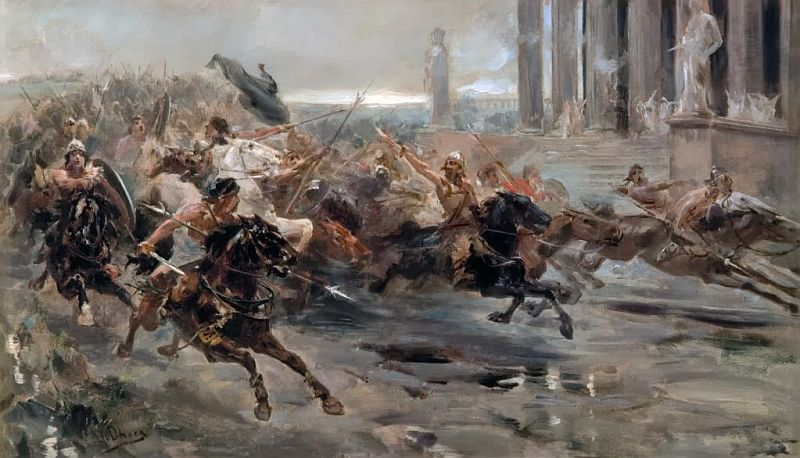
Les Huns déferlant sur l'Italie, toile d'Ulpiano Checa, 1887.

- 451 : Attila envahit la Gaule (notamment le domaine romain d'Aetius).
- 7 avril 451, prise de Metz.
- 451 : les Huns préfèrent contourner Paris. La légende chrétienne attribue ce miracle à sainte Geneviève.
- 451 : prise d'Auxerre ; Fraterne, l’évêque qui n’a pas fait de miracle[pas clair], est remplacé par Alode.
- 451 : siège d'Orléans, levé lors de l’arrivée de l’armée d’Aetius (la légende chrétienne attribue ce nouveau miracle à l’évêque saint Aignan).
- septembre : victoire d'Aetius aux champs Catalauniques (près de Troyes), aidé par les Francs et les Wisigoths.
- 452 : offensive en Italie et prise de plusieurs villes, dont Padoue et Vérone.
- 452 : les premières villes sur pilotis autour de Venise sont fondées par des réfugiés romains de Padoue et d’Aquilée, fuyant les Huns.

### Fin de l'Empire hunnique en Europe (453-455)
- 453 : mort d’Attila ; la plupart des peuples germaniques retirent alors leur allégeance aux Huns.
- 454 : bataille de la Nedao, victoire d'Ardaric, roi des Gépides.
- 455 : guerres de succession, fin de la confédération hunnique en Europe.

### L'Empire des Huns Blancs en Asie (à partir de 440)
À cette époque, les Huns d'Asie sont désignés en sanskrit comme les Shvetahûna, littéralement Huns Blancs, en grec comme les Huns Hephthalites, mentionnés dès 125 dans des textes chinois comme vivant au sud de la Dzoungarie.
- avant 430 : ils franchissent le Syr-Daria et prennent la Transoxiane, la Bactriane et le Khorassan.
- 455 : défaite face à Skandagupta, qui devient empereur des Indes.
- 465 : conquête par les Huns de la plaine de Gandhara en Inde du Nord.
- 475 : victoire des Huns sur les armées de l’Empire Gupta, qui se disloque.
- 477 : Sagala[11] devient la capitale des Huns en Inde du Nord[réf. nécessaire][12].
- 484 : victoire des Huns sur les Perses du chah Péroz Ier.
- vers 500 : séparation entre deux groupes irano-turcs issus de la confédération hunnique, de part et d'autre du Don : à l'est les Onoghours, à l'ouest les Koutrigoures (ou Oghouz orientaux et occidentaux).
- 565 : conquête de la Bactriane par les Perses et les Turcs alliés contre les Huns Hephthalites ; partage de la Bactriane entre eux.